# Arteria braquial
La arteria braquial, también conocida como arteria humeral, es la arteria del brazo.  arteria axilar que cambia de nombre a braquial o humeral desde el borde inferior del músculo pectoral mayor después de cruzar el músculo redondo mayor. Sigue su trayectoria hacia abajo y hacia adentro y se coloca medial al músculo bíceps braquial, llegando hasta el canal bicipital interno (canal de Cruveilhier), para llegar a la fosa cubital y dividirse en sus dos ramas terminales: la arteria radial y la arteria cubital o ulnar.

## Ramas
Ramas colaterales:
1) Arteria profunda del brazo, colateral externa, braquial profunda o humeral profunda.
- Arterias nutricias del húmero.
- Rama deltoidea. Esta rama se distingue de otras numerosas y pequeñas ramas musculares por ser más constante y con origen, trayecto y territorio menos variables.
- Arteria colateral media.
- Arteria colateral radial.

2) Arteria colateral cubital inferior o colateral interna inferior.
3) Arteria colateral cubital superior o colateral interna superior.
Ramas terminales:
1) Arteria ulnar o cubital.
2) Arteria radial.

## Árbol arterial en la Terminología Anatómica
La Terminología Anatómica recoge para la arteria braquial el siguiente árbol (Ver discusión):
A12.2.09.019 Arteria braquial superficial (arteria brachialis superficialis)
A12.2.09.020 Arteria profunda del brazo (arteria profunda brachii)
- A12.2.09.021 Arterias nutricias del húmero (arteriae nutriciae humeri; arteriae nutrientes humeri)
- A12.2.09.022 Rama deltoidea de la arteria profunda del brazo (ramus deltoideus arteriae profundae brachii)
- A12.2.09.023 Arteria colateral media (arteria collateralis media)
- A12.2.09.024 Arteria colateral radial (arteria collateralis radialis)

A12.2.09.025 Arteria colateral cubital superior (arteria collateralis ulnaris superior)
A12.2.09.026 Arteria colateral cubital inferior (arteria collateralis ulnaris inferior)

## Recorrido
Comienza en el borde inferior del músculo redondo mayor para terminar dos traveses de dedo sobre la fosa cubital (fosa del codo) enfrente del cuello del radio. Se sitúa medialmente de los músculos bíceps braquial y braquial; en su trayecto inferolateral acompaña al nervio mediano.

### Arteria profunda del brazo o braquial profunda
Esta arteria penetra por arriba del tabique intermuscular medial del brazo en el triángulo humerotricipital (espacio axilar inferior) con el nervio radial, y juntos cruzan la cara posterior de la diáfisis humeral de medial a lateral por el canal de torsión (surco para el nervio radial), atravesando la región media, donde irriga al músculo tríceps braquial. Poco antes del epicóndilo lateral (epicóndilo), se divide en dos ramas terminales:
- Arteria colateral radial.
- Arteria colateral media.

### Arteria nutricia del húmero
Nace en el tercio medio del brazo y penetra por el conducto nutricio de la cara anteromedial del húmero, dirigiéndose distalmente hacia el codo.

### Arteria colateral cubital inferior o colateral inferior del cúbito
A 5 cm del pliegue del codo, pasa medialmente bajo el epicóndilo medial (epitróclea) del húmero y se anastomosa (une) con la rama anterior de la arteria recurrente cubital, formando parte del complejo periarticular del codo.

### Arteria colateral cubital superior o colateral superior del cúbito
Se origina en la parte superior del brazo. Oblicua hacia abajo y medial, perfora el tabique intermuscular medial, encuentra al nervio cubital en la región posterior, sigue a la cabeza medial del músculo tríceps braquial, al que proporciona ramas, y en la cara posterior del codo se anastomosa con la rama posterior de la arteria recurrente cubital.

## Imágenes adicionales
|                                                    |
| Corte transversal a la mitad del miembro superior. |

|                             |
| Arteria axilar y sus ramas. |

|                          |
| Arterias radial y ulnar. |

|                                          |
| Arterias radial y ulnar: plano profundo. |

|                                       |
| Venas profundas del miembro superior. |

| |
| Plexo braquial derecho (porción infraclavicular) en la fosa axilar; vista desde abajo y de frente. |

| |
| Cara frontal del miembro superior derecho, mostrando marcas de superficie para huesos, arterias y nervios. |